# Steve R. Swanson
| 4995 Griffin | 28 agosto 1984 |

Steve R. Swanson (...) è un astronomo statunitense.
Il Minor Planet Center gli accredita la scoperta di due asteroidi, effettuate tra il 1983 e il 1984, di cui una in collaborazione con Eleanor Francis Helin.